# عبد الرحمن عبد الحميد
عبد الرحمن عبد الحميد هو ابن شقيق الزعيم الليبي السابق معمر القذافي. كان قائدا للقوات الموالية للقذافي في سرت قبل أسره من قبل قوات المجلس الوطني الانتقالي التي استولت على مواقع إستراتيجية تابعة لكتيبته في المدينة.

## دوره في الحرب الأهلية الليبية
خلال الحرب الأهلية الليبية التي اندلعت عام 2011؛ كانَ عبد الحميد قائد لواء موالي لنظام للقذافي في سرت. انتشرت بعض التقارير والشائعات التي أفادت بأن عبد الرحمن قد أُعدم من قبل على يد رجاله. بعد أسبوعين من ذلك؛ بثت قناة الجزيرة فيديو مصوّر ظهر فيه عبد الرحمن وهو يُقاتل خلال معركة سرت.